# Teorema de Margolus–Levitin
El Teorema de Margolus–Levitin, nombrado así por Norman Margolus y Lev B. Levitin, brinda un límite fundamental para la computación cuántica (estrictamente hablando, para todas las formas de cómputo). La tasa de procesamiento no puede ser mayor que
{\textstyle 6\times 10^{33}}
operaciones por segundo por julio de energía. Presentando la cota para un bit:
Un sistema cuántico de energía E necesita al menos un tiempo de {\displaystyle {\frac {h}{4E}}} para ir de un estado a otro ortogonal, donde {\textstyle h=6.626\times 10^{-34}J\cdot s} es la constante de Planck y E es la energía promedio.
El teorema también es de interés fuera del campo de la computación cuántica, p. ej. se relaciona con el principio holográfico, la física digital, la realidad simulada, la hipótesis del universo matemático y el pancomputacionalismo[cita requerida].